# Arkadiusz Radomski
Arkadiusz Radomski (27 de junio de 1977) es un exfutbolista polaco que jugaba en la posición de centrocampista. Fue internacional con la selección polaca en el Mundial de 2006.